# Propagação térmica

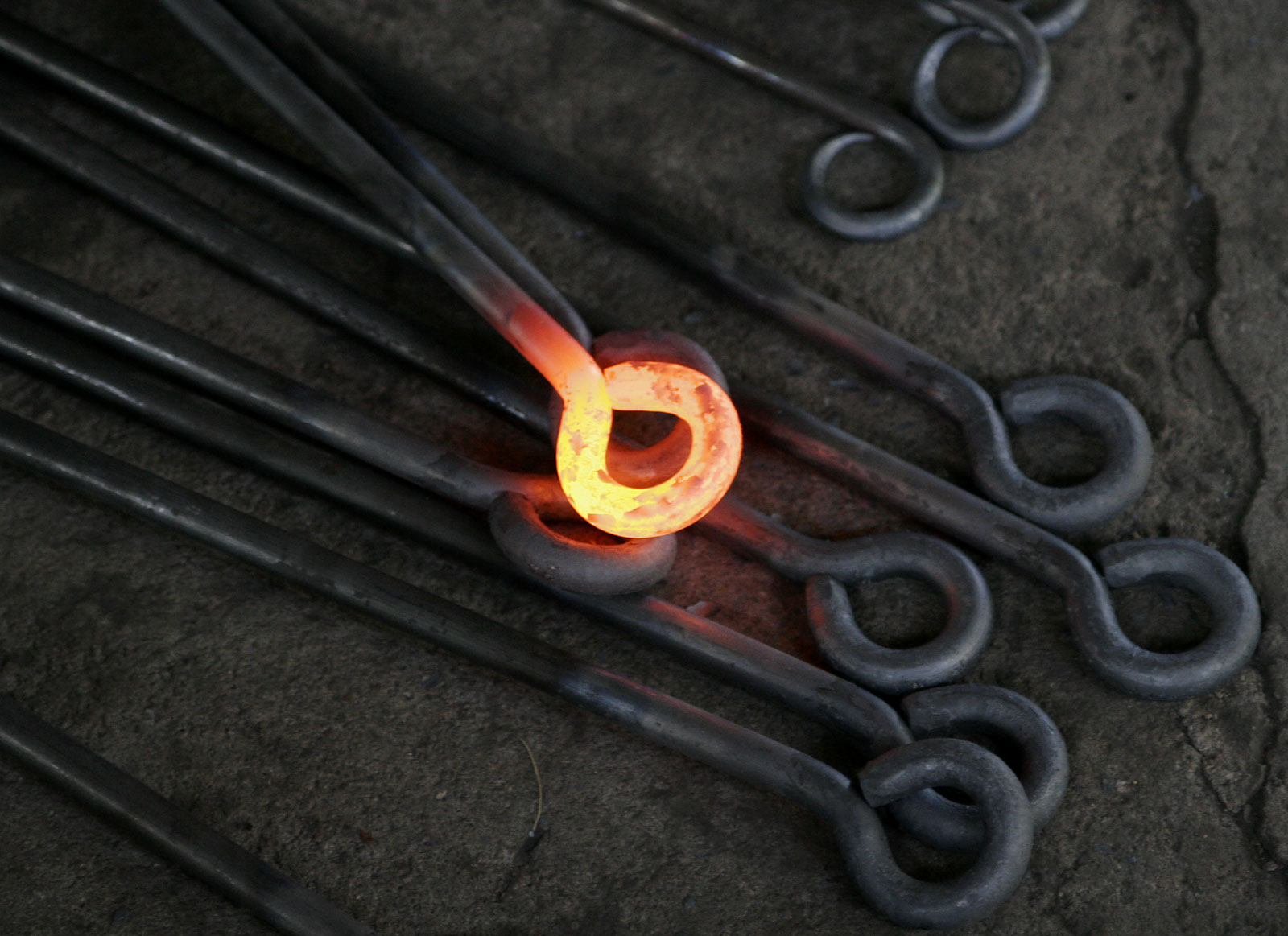
Uma barra de metal incandescente transfere calor ao ambiente, principalmente por radiação térmica e também, em menor quantidade, por convecção.

Em física, transferência, transmissão ou propagação de calor, algumas vezes citada como propagação ou transferência térmica, é a transição de energia térmica de uma massa (corpo) mais quente para uma massa mais fria. Noutras palavras, é a troca de energia calorífica entre dois sistemas de temperaturas diferentes.
Quando um corpo, por exemplo, um objeto sólido ou um fluido, está a uma temperatura diferente da de seu entorno ou outro corpo, a transferência de energia térmica, também conhecida como fluxo de calor ou troca térmica, ocorre de tal maneira que o corpo e seu entorno alcancem equilíbrio térmico; o que significa que se encontram a mesma temperatura, a lei zero da termodinâmica. Quando ocorre transferência de energia térmica de um corpo para outro, a propagação se faz do corpo de maior temperatura para o de menor (do mais quente para o mais frio), como descrito pela segunda lei da termodinâmica ou o chamado enunciado Clausius. Quando existe uma diferença de temperatura entre dois objetos em proximidade um do outro, a transferência de calor não pode ser detida; só pode ser feita mais lentamente (noutras palavras, não existe material isolante perfeito).
Quando uma quantidade de calor conduzida por unidade de tempo depende da diferença de temperatura no condutor e a quantidade de calor depende também das propriedades do material, temos a condutividade térmica.

## Formas de propagação do calor
A energia, chamada neste caso de energia térmica, pode passar de um corpo para o outro fundamentalmente de três maneiras diferentes: condução, convecção e radiação. Vamos vê-las separadamente, mas na maioria das vezes elas acontecem sempre combinadas.

## Condução
Condução é a transferência de calor por contato direto das partículas de matéria. A transferência de energia pode ser primariamente por impacto elástico como em fluidos e por difusão de elétrons livres como predominante em metais ou vibração de fônons como predominante em isoladores. Em outras palavras, calor é transferido por condução quando átomos adjacentes vibram um contra o outro, ou quando elétrons movem-se de um átomo a outro. Condução é maior em sólidos, onde uma rede de relações espaciais relativamente fixas entre átomos ajuda a transferir energia entre eles por vibração.
Condução de calor é diretamente análoga à difusão de partículas em um fluido, na situação onde não há correntes de fluido. Este tipo de difusão de calor difere da difusão de massa em comportamento, apenas na medida em que pode ocorrer em sólidos, ao passo que a difusão de massa é bastante limitada em fluidos.
Metais (e.g. cobre, platina, ouro, etc) são normalmente os melhores condutores de energia térmica. Isto é devido à forma que os metais são quimicamente ligados:  ligações metálicas (em oposição a covalentes ou iônicas) tendo elétrons de livre movimento os quais são hábeis em transferir energia térmica rapidamente através do metal.
A medida que a densidade diminui, decresce a condutividade. Portanto, fluidos (e especialmente gases) são menos condutivos. Isto é devido as grandes distâncias entre átomos em um gás: menos colisões entre átomos significa menos condução. A condutividade de gases aumenta com a temperatura. Condutividade aumenta com o aumento de pressão do vácuo até um ponto crítico no qual a densidade do gás é tal que suas moléculas podem colidir umas com as outras antes de transferir o calor de uma superfície para outra. Após este ponto de densidade, a condutividade aumenta somente levemente com o aumento de pressão e densidade.
Para quantificar a facilidade com que um determinado meio conduz, engenheiros empregam o termo condutividade térmica, também conhecida como constante de condutividade ou coeficiente de condução, k. Em condutividade térmica k é definido como "a quantidade de calor, Q, transmitido no tempo (t) através de uma espessura (L), em uma direção normal a uma superfície de área (A), devido a uma diferença de temperatura (ΔT) [...]. " A condutividade térmica é uma propriedade do material  que é essencialmente dependente da fase do meio, temperatura, densidade e ligação molecular.
Uma tubulação de calor é um dispositivo passivo que é construída de tal forma que ele age como se tivesse extremamente elevada condutividade térmica.
Condução de estado estacionário vs. condução transiente
- Condução de estado estacionário é a forma de condução que ocorre quando a diferença de temperatura conduzindo a condução térmica é tão constante que, após um tempo de equilíbrio, a distribuição espacial das temperaturas (campo de temperatura) no objeto de realização não muda mais. Por exemplo, uma barra pode ser fria em uma extremidade e quente na outra, mas o gradiente de temperatura ao longo da barra não altera-se com o tempo. A temperatura em qualquer ponto dado da haste permanece constante, e essa temperatura varia linearmente ao longo da direção de transferência de calor.

Na condução em estado estacionário, a quantidade de calor que entra uma seção é igual à quantidade de calor que sai. Na condução em estado estacionário, todas as leis de condução de corrente elétrica direta podem ser aplicadas às "correntes de calor". Nesses casos, é possível tomar "resistências térmicas", como o análogo para resistências elétricas. A temperatura desempenha o papel de tensão e o calor transferido é o análogo da corrente elétrica.
- Condução transiente: existem também situações de estado não estacionário, em que a queda ou aumento de temperatura ocorre de forma mais drástica, como quando uma bola de cobre quente cai no óleo em uma temperatura baixa. Aqui o campo de temperatura dentro do objeto muda como uma função do tempo, e o interesse reside em analisar esta mudança espacial da temperatura dentro do objeto ao longo do tempo. Este modo de condução de calor pode ser referido como condução transiente. A análise destes sistemas é mais complexa e (exceto as formas simples) pede a aplicação das teorias de aproximação e/ou análise numérica por computador. Um método gráfico popular envolve o uso de gráficos de Heisler.

Análise de sistemas agrupados
Uma aproximação comum na condução transitória, que pode ser utilizada quando a condução de calor dentro de um objeto é muito mais rápida do que a condução de calor em todo o contorno do objeto, é análise do sistema agrupado. Este é um método de aproximação que reduz adequadamente um aspecto do sistema de condução transiente (que dentro do objeto) para um sistema equivalente do estado estacionário (isto é, presume-se que a temperatura dentro do objeto é completamente uniforme, embora o seu valor pode estar se alterando no tempo).
Neste método, um termo conhecido como o número de Biot é calculado, o qual é definido como a razão da resistência à transferência de calor em toda o contorno do objeto com um banho uniforme de diferentes temperaturas, para a resistência térmica condutiva dentro do objeto. Quando a resistência térmica de calor transferido para o objeto é menor que a resistência ao calor sendo difundida completamente dentro do objeto, o número de Biot é inferior a 1. Neste caso, em particular para os números de Biot, que são ainda menores, a aproximação das espacialmente uniformes temperaturas dentro do objeto pode começar a ser utilizado, uma vez que se pode presumir que o calor transferido para o objeto tem tempo para uniformemente distribuir-se, devido à menor resistência em fazê-lo, em comparação com a resistência ao calor que entra no objeto.
O número de Biot geralmente deve ser inferior a 0,1 para aproximação útil e precisa e a análise da transferência de calor. A solução matemática para a aproximação do sistema agrupado dá a lei de Newton do arrefecimento, discutida abaixo.
Este modo de análise tem sido aplicada às ciências forenses para analisar o momento da morte de seres humanos. Também pode ser aplicado a HVAC (aquecimento, ventilação e ar condicionado, ou climatização de construções), para garantir mais efeitos quase instantâneos de uma mudança na configuração do nível de conforto.

## Convecção
Convecção é a transferência de energia térmica pelo movimento de moléculas de uma parte do material para outra. À medida que aumenta o movimento dos fluidos, ocorre a transferência de calor convectiva. A presença de maior movimento do fluido aumenta a transferência de calor entre a superfície do sólido e o fluido.
Existem dois tipos de transferência de calor convectiva:
- Convecção natural: quando o movimento do fluido é causado por forças de empuxo que resultam das variações de densidade devido a variações de temperatura no fluido. Por exemplo, na ausência de uma fonte externa, quando a massa do líquido está em contato com uma superfície quente, suas moléculas separadas e em dispersão, fazendo com que a massa de fluido venha a se tornar menos densa. Quando isso acontece, o fluido é deslocado verticalmente ou horizontalmente, enquanto o fluido mais frio líquido fica mais denso e afunda no fluido. Assim, o volume de transferências de calor do volume mais quente para o mais frio do fluido.[2]
- Convecção forçada: quando o fluido é forçado a fluir sobre a superfície por fonte externa, como ventiladores e bombas, criando uma corrente de convecção induzida artificialmente.[3]

Fluxo interno e externo também podem classifica a convecção. Fluxo interno ocorre quando o fluido é delimitada por uma fronteira sólida, tais como o fluxo através de um tubo. Um fluxo externo ocorre quando o fluido se estende indefinidamente, sem encontrar uma superfície sólida. Ambas as convecções, natural ou forçada, pode ser interna ou externa, porque são independentes uns dos outros.
A taxa de transferência de calor convectiva é dada por:
{\displaystyle {\dot {Q}}=hA(T_{s}-T_{b})}
A é a área de transferência de calor. Ts é a temperatura de superfície e Tb é a temperatura do fluido na temperatura global. No entanto, Tb varia de acordo com cada situação e é a temperatura do fluido "muito" longe da superfície. h é o coeficiente de transferência de calor constante que depende de propriedades físicas do fluido, tais como temperatura e da situação física em que ocorre convecção. Portanto, o coeficiente de transferência de calor deve ser derivado ou encontrado experimentalmente para cada sistema analisado. Fórmulas e correlações estão disponíveis em muitas referências ao cálculo dos coeficientes de transferência de calor para configurações e fluidos típicas. Para fluxo laminar, o coeficiente de transferência de calor é bastante baixo quando comparado com os fluxos turbulentos, isto devido aos fluxos turbulentos com uma fina camada de película na superfície do fluido estagnado transferência de calor.

## Radiação
Radiação ou irradiação é a transferência de energia térmica através do espaço vazio. Todos os objetos com uma temperatura acima do zero absoluto irradiam energia a uma taxa igual à sua emissividade multiplicado pela taxa na qual a energia que irradia a partir deles se fossem um corpo negro. Nenhum meio é necessário para a irradiação ocorrer, pois é transferida através de ondas eletromagnéticas; radiação funciona mesmo através de uma vácuo perfeita. Como exemplo simples disso, a energia do Sol percorre no vácuo do espaço antes que o aquecimento da Terra.
Tanto a refletividade e emissividade de todos os corpos são dependentes do comprimento de onda. A temperatura determina a distribuição de comprimento de onda da radiação eletromagnética como limitada em intensidade pela lei de Planck da radiação de corpo negro. Para qualquer corpo a refletividade depende da distribuição de comprimento de onda da radiação eletromagnética incidente e, portanto, a temperatura da fonte de radiação. A emissividade depende da distribuição de comprimento de onda e, portanto, a temperatura do próprio corpo. Por exemplo, a neve fresca, que é altamente reflexiva à luz visível (refletividade de cerca de 0,90), aparece branca devido à reflexão da luz solar com um comprimento de onda de energia de pico de cerca de 0,5 micrômetros. Sua emissividade, no entanto, a uma temperatura de cerca de -5 ° C, com comprimento de onda do pico de energia de cerca de 12 micrômetros, é de 0,99.
Gases absorvem e emitem energia em comprimento de onda em padrões característicos que são diferentes para cada gás.
A luz visível é uma outra forma de radiação eletromagnética com comprimento de onda menor (e, portanto, uma maior frequência) que a radiação infravermelha. A diferença entre a luz visível e a radiação de objetos a temperaturas convencionais é um fator de cerca de 20 na freqüência e comprimento de onda, os dois tipos de emissão são simplesmente diferentes "cores" de radiação eletromagnética.

### Superfícies de roupas e edificações, e transferência radioativa
Cores mais claras e também o branco e substâncias metálicas absorvem menos luz de iluminação, e assim aquecem-se menos, mas caso contrário a cor faz pequena diferença no que diz respeito a transferência de calor entre um objeto em temperatura ao longo do tempo e seus arredores, uma vez que os comprimentos de onda dominantes emitidos estão longe do espectro visível , mas sim no infravermelho distante. Emissividade nesses comprimentos de onda têm pouco a ver com emissividade visual (cores visíveis), no infravermelho distante, a maioria dos objetos têm emissividade elevada. Assim, exceto na luz solar, a cor da roupa faz muita diferença no que diz respeito a calor, da mesma forma, a cor da pintura das casas faz pouca diferença ao calor, exceto quando a parte pintada é iluminada. A principal exceção a isto é superfícies de metal brilhante, que têm baixa emissividade, tanto no comprimento de onda visível e no infravermelho distante. Tais superfícies podem ser utilizados para reduzir a transferência de calor em ambas as direções, um exemplo disso é o isolamento multicamada usado para isolar naves espaciais. Janelas de baixa emissividade nas casas são uma tecnologia mais complicada, uma vez que elas devem ter baixa emissividade térmica em comprimentos de onda, porém transparentes à luz visível.

## Transferência física
Finalmente é possível mover calor por transferência física de um objeto quente ou frio de um lugar para outro. Isto é tão simples quanto mover água quente em uma bolsa de água quente e aquecer sua cama ou o movimento de um iceberg e a mudança das correntes oceânicas.

## Lei de Newton do resfriamento
Um princípio relacionado, a lei de Newton do resfriamento, estabelece que a taxa de perda de calor de um corpo é proporcional à diferença de temperatura entre o corpo e seus arredores.
A lei é dada pela equação diferencial:
{\displaystyle {\frac {dQ}{dt}}=h\cdot A(T_{\text{env}}-T(t))=-h\cdot A\Delta T(t)\quad }
{\displaystyle Q=} Energia térmica em joules
{\displaystyle h=} Coeficiente de transferência térmica
{\displaystyle A=} Área de superfície do calor sendo transferido
{\displaystyle T=} Temperatura da superfície do objeto e interior (uma vez que estes são os mesmos nesta aproximação)
{\displaystyle T_{\text{env}}=} Temperatura do ambiente
{\displaystyle \Delta T(t)=T(t)-T_{\text{env}}} é o gradiente térmico dependente do tempo entre o ambiente e o objeto
Esta forma de princípio de perda de calor por vezes não é muito precisa; uma formulação precisa pode exigir a análise do fluxo de calor, com base na equação de transferência de calor (transiente) em um meio não homogêneo, ou mau condutor. Um análogo para gradientes contínuos é lei de Fourier.
A simplificação seguinte (chamado sistema de análise térmica agrupada e outros termos semelhantes) podem ser aplicados, desde que sejam permitidos pelo número de Biot, que relaciona a condutividade de superfície de condutividade térmica interior de um corpo. Se esta relação permite, isso mostra que o corpo tem relativamente elevada condutividade interna, tais que (em boa aproximação), o corpo inteiro está na mesma temperatura uniforme, mesmo que esta mudança de temperatura como está em resfriamento de fora, pelo meio ambiente. Se este for o caso, dar estas condições o comportamento de decaimento exponencial com o tempo, da temperatura do corpo.
Em tais casos, todo o corpo é tratado como um reservatório de calor em capacitância agrupada, com conteúdo total de calor que é proporcional a simples capacidade de calor total C e T, a temperatura do corpo, ou Q = C T. Da definição de capacidade calorífica C vem a relação C = dq / dt. Diferenciando esta equação com relação ao tempo obtém-se a identidade (válida, desde que as temperaturas no objeto são uniformes em qualquer momento):  dQ / dt =  C (dT / dt). Esta expressão pode ser usada para substituir dQ / dt na primeira equação, que começa esta seção, acima. Então, se T (t) é a temperatura desse corpo no tempo t , e Tenv é a temperatura do ambiente em torno do corpo:
{\displaystyle {\frac {dT(t)}{dt}}=-r(T(t)-T_{\mathrm {env} })=-r\Delta T(t)\quad }
onde
r = hA/C é a constante positiva característica do sistema. a qual deve estar em unidades de 1/time, e é portanto expressa em termos da constante de tempo característica t0 dada por: r = 1/t0 = ΔT/[dT(t)/dt] . Então, em sistemas térmicos, t0 = C/hA. (A capacidade térmica total C de um sistema pode ser ainda representada pela sua capacidade térmica específica de massa cp multiplicado por sua massa m, então a constante no tempo t0 é também dada por mcp/hA).
Assim, a equação acima também pode ser utilmente escrita:
{\displaystyle {\frac {dT(t)}{dt}}=-{\frac {1}{t_{0}}}\Delta T(t)\quad }
A solução de sua equação diferencial, por métodos padrão de integração e substituição de condições de contorno, obtem-se:
{\displaystyle T(t)=T_{\mathrm {env} }+(T(0)-T_{\mathrm {env} })\ e^{-rt}.\quad }
Aqui, T(t) é a temperatura no tempo t, e T(0) é a temperatura inicial a tempo zero, ou t = 0.
Se:
{\displaystyle \Delta T(t)\quad } é definido como : {\displaystyle T(t)-T_{\mathrm {env} }\ ,\quad } onde {\displaystyle \Delta T(0)\quad } é a temperatura inicial no tempo 0, então a solução Newtoniana é escrita como:
{\displaystyle \Delta T(t)=\Delta T(0)\ e^{-rt}=\Delta T(0)\ e^{-t/t_{0}}.\quad }
Usos: Por exemplo, modelos climáticos simplificados podem usar resfriamento Newtoniano em vez de uma completa (e computacionalmente cara) código de radiação para manter a temperatura atmosférica.

## Uma aplicação dimensional, utilizando circuitos termais
Um conceito muito útil usado em aplicações de transferência de calor é a representação de transferência térmica pelo que é conhecido como circuitos termais. Um circuito termal é a representação da resistência ao fluxo de calor como se fosse um resistor elétrico. A transferência de calor é análogo ao atual e a resistência térmica é análoga à resistência elétrica. O valor da resistência térmica para os diferentes modos de transferência de calor são calculados como os denominadores das equações desenvolvidas. As resistências térmicas dos diferentes modos de transferência de calor são utilizados em análise os modos combinados de transferência de calor. As equações que descrevem os três modos de transferência de calor e suas resistências térmicas, como discutido anteriormente estão resumidos na tabela abaixo:
| Modo de Transferência | Taxa de Transferência de Calor                                                      | Resistência Térmica |
| --------------------- | ----------------------------------------------------------------------------------- | --- |
| Condução              | {\displaystyle {\dot {Q}}={\frac {T_{1}-T_{2}}{\frac {L}{kA}}}}                     | {\displaystyle {\frac {L}{kA}}}                                                                                          |
| Convecção             | {\displaystyle {\dot {Q}}={\frac {T_{surf}-T_{envr}}{\frac {1}{h_{conv}A_{surf}}}}} | {\displaystyle {\frac {1}{h_{conv}A_{surf}}}}                                                                            |
| Radiação              | {\displaystyle {\dot {Q}}={\frac {T_{surf}-T_{surr}}{\frac {1}{h_{r}A_{surf}}}}}    | {\displaystyle {\frac {1}{h_{r}A}}} {\displaystyle h_{r}=a\sigma A_{surf}(T_{surf}+T_{surr})(T_{surf}^{2}+T_{surr}^{2})} |

Em casos onde existe transferência de calor através de diferentes meios (por exemplo através de um compósito), a resistência equivalente é a soma das resistências dos componentes que compõe o compósito. Igualmente, em casos onde há diferentes modos de transferência de calor, a resistência total é a soma das resistências dos diferentes modos. Usando o conceito do circuito térmico, a quantidade de calor transferido através de qualquer meio é o quociente da mudança de temperatura e a resistência térmica total do meio.
Como exemplo, considerando-se uma parede composta de área de seção transversal A. A composição é feita de uma reboco de cimento de comprimento L1 com um coeficiente térmico k1 e papel faceado com fibra de vidro de medida L2, com coeficiente térmico k2. A superfície esquerda da parede está em Ti e exposta ao ar com um coeficiente convectivo hi. O superfície direita da parede está em To e exposta ao ar com coeficiente de convecção ho.
Usando-se o conceito de resistência térmica de fluxo de calor através da composição tem-se o seguinte:
{\displaystyle {\dot {Q}}={\frac {T_{i}-T_{o}}{R_{i}+R_{1}+R_{2}+R_{o}}}={\frac {T_{i}-T_{1}}{R_{i}}}={\frac {T_{i}-T_{2}}{R_{i}+R_{1}}}={\frac {T_{i}-T_{3}}{R_{i}+R_{1}+R_{2}}}={\frac {T_{1}-T_{2}}{R_{1}}}={\frac {T_{3}-T_{o}}{R_{0}}}}
onde
{\displaystyle R_{i}={\frac {1}{h_{i}A}},R_{o}={\frac {1}{h_{o}A}},R_{1}={\frac {L_{1}}{k_{1}A}},R_{2}={\frac {L_{2}}{k_{2}A}}}

## Barreiras de isolamento e radiação
Isolantes térmicos são materiais especialmente projetados para reduzir o fluxo de calor por limitar a condução, convecção, ou ambos. Barreiras radiantes são materiais os quais refletem radiação e consequentemente reduzem o fluxo de calor das fontes radioativas. Bons isolantes não são necessariamente boas barreiras radiantes, e vice versa. Metal, por exemplo, é um excelente refletor e um isolante pobre exatamente por ser um excelente condutor de calor.
A eficácia de um isolador é indicado pelo seu valor R (resistência). O valor R
de um material é o inverso do coeficiente de condução (k) multiplicado pela espessura (d) do isolante. As unidades do valor de resistência são em unidades SI: (K·m²/W)
{\displaystyle {R}={d \over k}}
{\displaystyle {C}={Q \over m\Delta T}}
Fibra de vidro rígida, um material de isolamento comum, em um valor R de 4 por polegada (o equivalente a aproximadamente 1,57 por cm, ou 157,5 por metro), o poliestireno expandido alcança um R de 4 por polegada, e o extrudado alcança um R de 5, enquanto concreto moldado, um isolante pobre, tem um valor R de 0,08 por polegada (0,03 por cm, ou 3,15 por metro).
A eficácia de uma barreira radiante é indicada pela sua refletividade, que é a fração de radiação refletida. Um material com alta refletividade (em um determinado comprimento de onda) tem um baixo nível de emissões (naquele mesmo comprimento de onda), e vice-versa (em qualquer comprimento de onda específico, refletividade = 1 - emissividade). Uma barreira radiante ideal teria uma refletividade de um e, portanto, refletiria 100% da radiação recebida. Garrafas de vácuo (frascos de Dewar) são "prateados" para esta abordagem. No vácuo do espaço, os satélites usam isolamento multicamada que consiste de muitas camadas de mylar ( um tipo de filme de poliéster aluminizado (pretendendo ser "espelhado") para reduzir significativamente a transferência de calor por radiação e controlar a temperatura dos satélites.

## Espessura de isolamento crítica
Materais de baixa condutividade térmica (k) reduzem o fluxo de calor. Quanto menor o valor de k, maior o valor da correspondente resistência térmica (R).
As unidades de condutividade térmica (k) são W·m-1·K-1 (watts por metro por kelvin), consequentemente aumentando a espessura do isolamento (x metros) diminui-se o termo k e como discutido aumenta-se a resistência.
Isto segue a lógica de que aumento de resistência seja criado com aumento do caminho de condução (x).
No entanto, a adicioção desta camada de isolamento também tem o potencial de aumentar a área de superfície e, portanto, aumentar a área de convecção térmica (A).
Um óbvio exemplo é um tubo cilíndrico:
- A medida que o isolamento se torna mais espesso, aumenta o raio exterior e, portanto, aumenta a área de superfície.
- O ponto onde a resistência adicional de espessura de isolamento crescente torna-se ofuscada pelos efeitos de superfície é chamado de espessura de isolamento crítica, em simples tubos cilíndricos (quando então podem ser tratada por raio de isolamento crítico):[12]

{\displaystyle {R_{critica}}={k \over h}}
Gráficos, dados e análises deste fenômeno, tanto do ponto de vista termodinâmico quanto de custos são encontráveis na literatura e fornecem excelente base para projetos de isolamentos eficientes, evitando as perdas ocasionadas por este valor crítico quando ultrapassado.
Métodos mais complexos consideram a perda de calor a partir de um tubo isolado como uma função da espessura do isolamento, determinando a espessura crítica analiticamente em termos de condutividade térmica do material isolante e do coeficiente de transferência de calor com o ar do ambiente, por meio de técnicas numéricas, para diversos materiais isolantes, especialmente em tubulações de água quente, amplamente aplicadas.
Também são teorizadas espessuras críticas para geometrias esféricas, assim como revestimentos com isolamento de poligonais equiláteros, retangular, e formas circulares excêntricas.
Existem análises de raio de isolamento crítico de tubos circulares submetidos além da convecção à radiação, e suas transferências de calor tem sido estudadas analiticamente. Parte-se da suposição que a condensação ou evaporação ocorra no interior do tubo circular de tal forma que a temperatura do fluido em quantidade significativa no interior do tubo continue a mesma. Como o líquido é transportado de um lado para o outro, um aumento ou diminuição da transferência de calor é desejada, dependendo da aplicação (como nos trocadores de calor), sendo estudadas para estes casos a variação da taxa de transferência de calor em relação à variação da espessura do isolamento, através da verificação que determinadas espessuras de isolamento críticos podem existir de tal forma que a transferência de calor entre o fluido e o ambiente torna-se um máximo em emissão de radiação. Tem-se obtido determinadas soluções explícitas para a espessura do isolamento críticos, em casos especiais.